# Nana Yaa Adu-Ampoma
Nana Yaa Adu-Ampoma (Ghana 1959 - Amsterdam, 2000) was een Nederlandse onderneemster en gemeenteraadslid van Ghanese komaf. 
Adu-Ampoma was dochter van een fabrieksdirecteur en manager van kliniek voor vroedvrouwen in Ghana. Haar opleiding kreeg ze op een kostschool. Ze werkte enige tijd bij een Ghanese bank, eerst achter de kas daarna hielp ze plaatselijke ondernemers aan krediet. Dat bracht meer interesse in de bankwereld en ze ging in Londen studeren. Vrienden haalden haar over om zich in het haar volslagen onbekende Nederland te vestigen. Ze vestigde zich in 1983 in Amsterdam en werd echtgenote van Kwame Adu-Ampoma, voorzitter van Sikaman. Het echtpaar kreeg twee kinderen.
In Nederland ging ze, na enige tijd te hebben gewerkt voor het midden- en kleinbedrijf, aan  hogere bedrijfskunde studeren aan de hogeschool te Diemen. Van daaruit werkte Yaa Adu-Ampoma als financieel adviseur, het deels combinerend met activiste. Met die firma ging ze in tegen het advies van de Kamer van Koophandel, dat haar dat afraadde. Ze werkte vanuit haar eigen bureau Bisc (Business information & service center) met non-profitorganisaties ter ondersteuning van gemeenschappen door geheel Afrika, maar dan voornamelijk op het gebied van de vrouwenemancipatie aldaar. Hetzelfde werk deed ze voor de migrantengemeenschappen in Amsterdam Zuidoost. Zo regelde ze microkredieten. In de nasleep van de Bijlmerramp (1992) trad ze op als hulpverlener en contactpersoon tussen bestuur en bevolking, met name de Ghanese bevolking van de getroffen flats Groeneveen en Kruitberg. Ze stelde lijsten op van vermiste personen en hielp ook mee in de identificatie. Voor publiciteit binnen de gemeenschap maakte ze berichten voor de wijkradiozender. In 1994 werd ze namens de Partij van de Arbeid de eerste stadsdeelraad lid van Afrikaanse komaf , ze hield het één termijn vol. Ze wilde meer daden dan woorden. In een interview in 1999 maakte ze bekend dat ze gedurende haar werk last had van het glazen plafond in Nederland, terwijl het in Ghana gangbaar was dat functies binnen de zakenwereld veelal door vrouwen werden/worden vervuld.
Geheel onomstreden was Nana Yaa Adu-Ampoma niet. Binnen de Ghanese gemeenschap heerst(e) een tweedeling tussen de verenigingen Sikaman en Recognin. Dit leidde dikwijls tot conflicten, onder ander met Amma Asante, destijds ook van de PvdA, die in 1998 haar opvolgde. 
Ze overleed op 41-jarige leeftijd. Vanuit de wijk werd rond 2020/2021 een actie gestart de nieuwe lange Reigersbospadbrug brug naar te vernoemen. De gemeenteraad nam het advies in januari 2023 over. Het naambord Yaa Adu-Ampomabrug werd onthuld op 8 maart 2023, wereldvrouwendag. Het echtpaar Adu-Ampoma woonde in de wijk Reigersbos. 